# Élections législatives de 1988 dans les Bouches-du-Rhône
Les élections législatives françaises de 1988 se sont déroulées les 5 et 12 juin 1988. Dans le département des Bouches-du-Rhône, 16 députés étaient à élire dans 16 circonscriptions.
Ces élections sont marquées par un accord de désistement réciproque entre la droite parlementaire locale et le Front national.

## Élus
| Circonscription | Député sortant        | Parti                 | Parti                 | Député élu ou réélu    | Parti | Parti     |
| --------------- | --------------------- | --------------------- | --------------------- | ---------------------- | ----- | --------- |
| 1re             | Scrutin proportionnel | Scrutin proportionnel | Scrutin proportionnel | Roland Blum            |       | UDF (PR)  |
| 2e              | Scrutin proportionnel | Scrutin proportionnel | Scrutin proportionnel | Jean-Claude Gaudin     |       | UDF (PR)  |
| 3e              | Scrutin proportionnel | Scrutin proportionnel | Scrutin proportionnel | Philippe Sanmarco      |       | PS        |
| 4e              | Scrutin proportionnel | Scrutin proportionnel | Scrutin proportionnel | Guy Hermier            |       | PCF       |
| 5e              | Scrutin proportionnel | Scrutin proportionnel | Scrutin proportionnel | Janine Écochard        |       | PS        |
| 6e              | Scrutin proportionnel | Scrutin proportionnel | Scrutin proportionnel | Guy Teissier           |       | UDF (PR)  |
| 7e              | Scrutin proportionnel | Scrutin proportionnel | Scrutin proportionnel | Michel Pezet           |       | PS        |
| 8e              | Scrutin proportionnel | Scrutin proportionnel | Scrutin proportionnel | Marius Masse           |       | PS        |
| 9e              | Scrutin proportionnel | Scrutin proportionnel | Scrutin proportionnel | Jean Tardito           |       | PCF       |
| 10e             | Scrutin proportionnel | Scrutin proportionnel | Scrutin proportionnel | Yves Vidal             |       | PS        |
| 11e             | Scrutin proportionnel | Scrutin proportionnel | Scrutin proportionnel | Christian Kert         |       | UDF (CDS) |
| 12e             | Scrutin proportionnel | Scrutin proportionnel | Scrutin proportionnel | Henri d'Attilio        |       | PS        |
| 13e             | Scrutin proportionnel | Scrutin proportionnel | Scrutin proportionnel | Paul Lombard           |       | PCF       |
| 14e             | Scrutin proportionnel | Scrutin proportionnel | Scrutin proportionnel | Jean-Pierre de Peretti |       | UDF (CDS) |
| 15e             | Scrutin proportionnel | Scrutin proportionnel | Scrutin proportionnel | Léon Vachet            |       | RPR       |
| 16e             | Scrutin proportionnel | Scrutin proportionnel | Scrutin proportionnel | Michel Vauzelle        |       | PS        |

## Positionnement des partis
L'UDF et le RPR se présentent unis sous l'étiquette « Union du Rassemblement et du Centre » tandis que les candidats du Parti socialiste se rangent sous la bannière de la « Majorité présidentielle pour la France unie », slogan de la campagne présidentielle de François Mitterrand.

## Résultats

### Résultats à l'échelle du département
| Parti                 | Parti                               | Premier tour | Premier tour | Second tour | Second tour | Sièges |
| Parti                 | Parti                               | Voix         | %            | Voix        | %           | Sièges |
| --------------------- | ----------------------------------- | ------------ | ------------ | ----------- | ----------- | ------ |
|                       | Parti socialiste                    | 191 614      | 27,64        | 288 532     | 39,08       | 7      |
|                       | Divers gauche (Maj. prés.)          | 15 165       | 2,19         | 22 366      | 3,03        | 0      |
|                       | La France unie                      | 206 779      | 29,83        | 310 898     | 42,11       | 7      |
|                       |                                     |              |              |             |             |        |
|                       | Union pour la démocratie française  | 104 683      | 15,10        | 149 942     | 20,31       | 5      |
|                       | Rassemblement pour la République    | 69 087       | 9,97         | 43 381      | 5,88        | 1      |
|                       | Divers droite                       | 14 210       | 2,05         |             |             | 0      |
|                       | Union du Rassemblement et du Centre | 187 980      | 27,12        | 193 323     | 26,18       | 6      |
|                       |                                     |              |              |             |             |        |
|                       | Front national                      | 168 218      | 24,27        | 158 618     | 21,48       | 0      |
|                       | Parti communiste français           | 121 237      | 17,49        | 75 512      | 10,23       | 3      |
|                       | Extrême gauche dont LCR             | 5 103        | 0,74         |             |             | 0      |
|                       | Divers écologiste                   | 2 038        | 0,29         | 0           |             |        |
|                       | Extrême droite                      | 1 800        | 0,26         | 0           |             |        |
|                       |                                     |              |              |             |             |        |
| Inscrits              | Inscrits                            | 1 086 856    | 100,00       | 1 087 404   | 100,00      | 16     |
| Abstentions           | Abstentions                         | 382 869      | 35,23        | 321 740     | 29,59       |        |
| Votants               | Votants                             | 703 987      | 64,77        | 765 664     | 70,41       |        |
| Blancs et nuls        | Blancs et nuls                      | 10 832       | 1,54         | 27 313      | 3,57        |        |
| Exprimés              | Exprimés                            | 693 155      | 98,46        | 738 351     | 96,43       |        |
| Source : Data.gouv.fr |                                     |              |              |             |             |        |

### Résultats par circonscription

#### Première circonscription
| Candidat                                                   | Candidat            | Parti                 | Premier tour | Premier tour | Second tour | Second tour |  |
| Candidat                                                   | Candidat            | Parti                 | Voix         | %            | Voix        | %           |  |
| ---------------------------------------------------------- | ------------------- | --------------------- | ------------ | ------------ | ----------- | ----------- |  |
|                                                            | Roland Blum élu     | UDF (PR) (URC)        | 12 038       | 30,86        | 23 441      | 54,31       |  |
|                                                            | Jules Rocca Serra   | PS                    | 11 821       | 30,31        | 19 723      | 45,69       |  |
|                                                            | Jean-Pierre Baumann | FN                    | 10 252       | 26,28        | Retrait     | Retrait     |  |
|                                                            | Colette Chauvin     | PCF                   | 4 082        | 10,47        |             |             |  |
|                                                            | Raymond Gene        | Extrême gauche (PNPG) | 548          | 1,40         |             |             |  |
|                                                            | Noël Ghipponi       | Divers droite         | 265          | 0,68         |             |             |  |
|                                                            |                     |                       |              |              |             |             |  |
| Inscrits                                                   | Inscrits            | Inscrits              | 63 570       | 100,00       | 63 571      | 100,00      |  |
| Abstentions                                                | Abstentions         | Abstentions           | 24 047       | 37,83        | 19 467      | 30,62       |  |
| Votants                                                    | Votants             | Votants               | 39 523       | 62,17        | 44 104      | 69,38       |  |
| Blancs et nuls                                             | Blancs et nuls      | Blancs et nuls        | 517          | 1,31         | 940         | 2,13        |  |
| Exprimés                                                   | Exprimés            | Exprimés              | 39 006       | 98,69        | 43 164      | 97,87       |  |
| Source : Données du CDSP et le Monde du 7 juin 1986, p. 15 |                     |                       |              |              |             |             |  |

#### Deuxième circonscription
| Candidat                                                   | Candidat               | Parti          | Premier tour | Premier tour | Second tour | Second tour |  |
| Candidat                                                   | Candidat               | Parti          | Voix         | %            | Voix        | %           |  |
| ---------------------------------------------------------- | ---------------------- | -------------- | ------------ | ------------ | ----------- | ----------- |  |
|                                                            | Jean-Claude Gaudin élu | UDF (PR) (URC) | 17 276       | 43,60        | 26 074      | 60,63       |  |
|                                                            | Jean-Victor Cordonnier | PS             | 11 010       | 27,79        | 16 928      | 39,37       |  |
|                                                            | Jean Galland           | FN             | 8 061        | 20,34        | Retrait     | Retrait     |  |
|                                                            | Robert Allione         | PCF            | 3 013        | 7,60         |             |             |  |
|                                                            | Jean-Pierre Castellani | diss. RPR      | 265          | 0,67         |             |             |  |
|                                                            | Jean-Claude Gourheux   | CNIP           | 0            | 0,00         |             |             |  |
|                                                            |                        |                |              |              |             |             |  |
| Inscrits                                                   | Inscrits               | Inscrits       | 63 028       | 100,00       | 63 028      | 100,00      |  |
| Abstentions                                                | Abstentions            | Abstentions    | 22 995       | 36,48        | 19 120      | 30,34       |  |
| Votants                                                    | Votants                | Votants        | 40 033       | 63,52        | 43 908      | 69,66       |  |
| Blancs et nuls                                             | Blancs et nuls         | Blancs et nuls | 408          | 1,02         | 906         | 2,06        |  |
| Exprimés                                                   | Exprimés               | Exprimés       | 39 625       | 98,98        | 43 002      | 97,94       |  |
| Source : Données du CDSP et Le Monde du 7 juin 1988, p. 15 |                        |                |              |              |             |             |  |

#### Troisième circonscription
| Candidat                                                   | Candidat              | Parti          | Premier tour | Premier tour | Second tour | Second tour |  |
| Candidat                                                   | Candidat              | Parti          | Voix         | %            | Voix        | %           |  |
| ---------------------------------------------------------- | --------------------- | -------------- | ------------ | ------------ | ----------- | ----------- |  |
|                                                            | Philippe Sanmarco élu | PS             | 10 913       | 32,73        | 18 501      | 50,43       |  |
|                                                            | Jean Roussel          | FN             | 9 794        | 29,37        | 18 184      | 49,57       |  |
|                                                            | Jean Roatta           | UDF (PR) (URC) | 8 153        | 24,45        | Retrait     | Retrait     |  |
|                                                            | Jean Dufour           | PCF            | 1 178        | 3,01         |             |             |  |
|                                                            | Jacqueline Grand      | Divers droite  | 664          | 1,99         |             |             |  |
|                                                            | Dominique Giardino    | Divers droite  | 588          | 1,76         |             |             |  |
|                                                            | Emmanuelle Peron      | Divers         | 588          | 1,76         |             |             |  |
|                                                            |                       |                |              |              |             |             |  |
| Inscrits                                                   | Inscrits              | Inscrits       | 58 143       | 100,00       | 58 140      | 100,00      |  |
| Abstentions                                                | Abstentions           | Abstentions    | 24 387       | 41,94        | 20 088      | 34,55       |  |
| Votants                                                    | Votants               | Votants        | 33 756       | 58,06        | 38 052      | 65,45       |  |
| Blancs et nuls                                             | Blancs et nuls        | Blancs et nuls | 412          | 1,22         | 1 367       | 3,59        |  |
| Exprimés                                                   | Exprimés              | Exprimés       | 33 344       | 98,78        | 36 685      | 96,41       |  |
| Source : Données du CDSP et le Monde du 7 juin 1986, p. 15 |                       |                |              |              |             |             |  |

#### Quatrième circonscription
| Candidat       | Candidat              | Parti          | Premier tour | Premier tour | Second tour | Second tour |  |
| Candidat       | Candidat              | Parti          | Voix         | %            | Voix        | %           |  |
| -------------- | --------------------- | -------------- | ------------ | ------------ | ----------- | ----------- |  |
|                | Guy Hermier élu       | PCF            | 11 113       | 34,88        | 21 656      | 63,54       |  |
|                | André Isoardo         | FN             | 8 900        | 27,93        | 12 429      | 36,46       |  |
|                | Jean-Jacques Leonetti | PS             | 7 898        | 24,79        | Retrait     | Retrait     |  |
|                | Joseph Rimmaudo       | UDF (PR) (URC) | 3 571        | 11,21        |             |             |  |
|                | Patrick Lopez         | Divers droite  | 382          | 1,20         |             |             |  |
|                |                       |                |              |              |             |             |  |
| Inscrits       | Inscrits              | Inscrits       | 56 592       | 100,00       | 56 584      | 100,00      |  |
| Abstentions    | Abstentions           | Abstentions    | 24 321       | 42,98        | 21 419      | 37,85       |  |
| Votants        | Votants               | Votants        | 32 271       | 57,02        | 35 165      | 62,15       |  |
| Blancs et nuls | Blancs et nuls        | Blancs et nuls | 407          | 1,26         | 1 080       | 3,07        |  |
| Exprimés       | Exprimés              | Exprimés       | 31 864       | 98,74        | 34 085      | 96,93       |  |

#### Cinquième circonscription
| Candidat           | Candidat             | Parti          | Premier tour | Premier tour | Second tour | Second tour |  |
| Candidat           | Candidat             | Parti          | Voix         | %            | Voix        | %           |  |
| ------------------ | -------------------- | -------------- | ------------ | ------------ | ----------- | ----------- |  |
|                    | Janine Écochard élue | PS             | 9 019        | 26,00        | 19 360      | 51,39       |  |
|                    | Gabriel Domenech     | FN             | 9 367        | 27,01        | 18 315      | 48,61       |  |
|                    | Maurice Toga         | RPR (URC)      | 9 148        | 26,38        | Retrait     | Retrait     |  |
|                    | Paul Biaggini        | PCF            | 5 092        | 14,68        |             |             |  |
|                    | Hyacinthe Santoni    | diss. RPR      | 1 188        | 3,43         |             |             |  |
|                    | Serge Nicolau        | Les Verts      | 851          | 2,45         |             |             |  |
|                    | Jean Canavesio       | CNIP           | 19           | 0,05         |             |             |  |
|                    |                      |                |              |              |             |             |  |
| Inscrits           | Inscrits             | Inscrits       | 57 283       | 100,00       | 57 284      | 100,00      |  |
| Abstentions        | Abstentions          | Abstentions    | 22 113       | 38,6         | 18 047      | 31,5        |  |
| Votants            | Votants              | Votants        | 35 170       | 61,4         | 39 237      | 68,5        |  |
| Blancs et nuls     | Blancs et nuls       | Blancs et nuls | 486          | 1,38         | 1 562       | 3,98        |  |
| Exprimés           | Exprimés             | Exprimés       | 34 684       | 98,62        | 37 675      | 96,02       |  |
| Source : Data.gouv |                      |                |              |              |             |             |  |

#### Sixième circonscription
| Candidat           | Candidat         | Parti                      | Premier tour | Premier tour | Second tour | Second tour |  |
| Candidat           | Candidat         | Parti                      | Voix         | %            | Voix        | %           |  |
| ------------------ | ---------------- | -------------------------- | ------------ | ------------ | ----------- | ----------- |  |
|                    | Bernard Tapie    | Divers gauche (Maj. prés.) | 15 165       | 36,99        | 22 366      | 49,91       |  |
|                    | Guy Teissier élu | UDF (PR) (URC)             | 12 502       | 30,49        | 22 450      | 50,09       |  |
|                    | Gilbert Victor   | FN                         | 9 137        | 22,99        | Retrait     | Retrait     |  |
|                    | Annick Boet      | PCF                        | 3 923        | 9,57         |             |             |  |
|                    | Jacques Estrade  | Divers droite              | 273          | 0,67         |             |             |  |
|                    |                  |                            |              |              |             |             |  |
| Inscrits           | Inscrits         | Inscrits                   | 63 391       | 100,00       | 63 391      | 100,00      |  |
| Abstentions        | Abstentions      | Abstentions                | 21 962       | 34,65        | 17 549      | 27,68       |  |
| Votants            | Votants          | Votants                    | 41 429       | 65,35        | 45 842      | 72,32       |  |
| Blancs et nuls     | Blancs et nuls   | Blancs et nuls             | 429          | 1,04         | 1 026       | 2,24        |  |
| Exprimés           | Exprimés         | Exprimés                   | 41 000       | 98,96        | 44 816      | 97,76       |  |
| Source : Data.gouv |                  |                            |              |              |             |             |  |

#### Septième circonscription
| Candidat       | Candidat         | Parti          | Premier tour | Premier tour | Second tour | Second tour |  |
| Candidat       | Candidat         | Parti          | Voix         | %            | Voix        | %           |  |
| -------------- | ---------------- | -------------- | ------------ | ------------ | ----------- | ----------- |  |
|                | Pascal Arrighi   | FN             | 11 245       | 34,41        | 15 087      | 42,55       |  |
|                | Michel Pezet élu | PS             | 10 301       | 31,52        | 20 370      | 57,45       |  |
|                | Jeanine Porte    | PCF            | 6 923        | 21,18        |             |             |  |
|                | Jacques Lalain   | RPR (URC)      | 4 211        | 12,89        |             |             |  |
|                |                  |                |              |              |             |             |  |
| Inscrits       | Inscrits         | Inscrits       | 56 584       | 100,00       | 56 584      | 100,00      |  |
| Abstentions    | Abstentions      | Abstentions    | 23 472       | 41,48        | 20 072      | 35,47       |  |
| Votants        | Votants          | Votants        | 33 112       | 58,52        | 36 512      | 64,53       |  |
| Blancs et nuls | Blancs et nuls   | Blancs et nuls | 432          | 1,3          | 1 055       | 2,89        |  |
| Exprimés       | Exprimés         | Exprimés       | 32 680       | 98,7         | 35 457      | 97,11       |  |

#### Huitième circonscription
| Candidat           | Candidat          | Parti          | Premier tour | Premier tour | Second tour | Second tour |  |
| Candidat           | Candidat          | Parti          | Voix         | %            | Voix        | %           |  |
| ------------------ | ----------------- | -------------- | ------------ | ------------ | ----------- | ----------- |  |
|                    | Marius Masse élu  | PS             | 14 792       | 36,75        | 24 846      | 56,42       |  |
|                    | Jean-Marie Le Pen | FN             | 13 213       | 32,83        | 19 185      | 43,57       |  |
|                    | Raymond Gola      | RPR (URC)      | 5 850        | 14,53        |             |             |  |
|                    | Marcel Tassy      | PCF            | 5 742        | 14,26        |             |             |  |
|                    | Samuel Johsua     | LCR            | 304          | 0,75         |             |             |  |
|                    | Gérard Touati     | Divers droite  | 237          | 0,58         |             |             |  |
|                    | Saada Namane      | Divers droite  | 106          | 0,26         |             |             |  |
|                    |                   |                |              |              |             |             |  |
| Inscrits           | Inscrits          | Inscrits       | 64 154       | 100,00       | 64 149      | 100,00      |  |
| Abstentions        | Abstentions       | Abstentions    | 23 365       | 36,42        | 18 607      | 29,01       |  |
| Votants            | Votants           | Votants        | 40 789       | 63,58        | 45 542      | 70,99       |  |
| Blancs et nuls     | Blancs et nuls    | Blancs et nuls | 545          | 1,34         | 1 511       | 3,32        |  |
| Exprimés           | Exprimés          | Exprimés       | 40 244       | 98,66        | 44 031      | 96,68       |  |
| Source : Data.gouv |                   |                |              |              |             |             |  |

#### Neuvième circonscription (Aubagne)
| Candidat           | Candidat             | Parti          | Premier tour | Premier tour | Second tour | Second tour |  |
| Candidat           | Candidat             | Parti          | Voix         | %            | Voix        | %           |  |
| ------------------ | -------------------- | -------------- | ------------ | ------------ | ----------- | ----------- |  |
|                    | Jean Tardito élu     | PCF            | 14 708       | 30,27        | 25 995      | 52,04       |  |
|                    | Ronald Perdomo       | FN             | 12 525       | 25,77        | 23 961      | 47,96       |  |
|                    | Gilbert Rastoin      | RPR (URC)      | 12 502       | 25,73        | Retrait     | Retrait     |  |
|                    | Jean-Claude Colliard | PS             | 8 860        | 18,23        | Retrait     | Retrait     |  |
|                    |                      |                |              |              |             |             |  |
| Inscrits           | Inscrits             | Inscrits       | 63 391       | 100,00       | 63 391      | 100,00      |  |
| Abstentions        | Abstentions          | Abstentions    | 21 962       | 34,65        | 17 549      | 27,68       |  |
| Votants            | Votants              | Votants        | 41 429       | 65,35        | 45 842      | 72,32       |  |
| Blancs et nuls     | Blancs et nuls       | Blancs et nuls | 429          | 1,04         | 1 026       | 2,24        |  |
| Exprimés           | Exprimés             | Exprimés       | 41 000       | 98,96        | 44 816      | 97,76       |  |
| Source : Data.gouv |                      |                |              |              |             |             |  |

#### Dixième  circonscription (Allauch)
| Candidat                                | Candidat               | Parti          | Premier tour | Premier tour | Second tour | Second tour |  |
| Candidat                                | Candidat               | Parti          | Voix         | %            | Voix        | %           |  |
| --------------------------------------- | ---------------------- | -------------- | ------------ | ------------ | ----------- | ----------- |  |
|                                         | Yves Vidal élu         | PS             | 15 350       | 26,21        | 34 610      | 56,09       |  |
|                                         | Bruno Mégret           | FN             | 15 237       | 26,01        | 27 094      | 43,91       |  |
|                                         | Roger Meï              | PCF            | 13 708       | 23,40        | Retrait     | Retrait     |  |
|                                         | Claude Maurice Simeoni | RPR (URC)      | 12 172       | 20,78        | Retrait     | Retrait     |  |
|                                         | Isabelle Dor           | Divers droite  | 1 204        | 2,06         |             |             |  |
|                                         | Christian Massi        | Divers droite  | 900          | 1,53         |             |             |  |
|                                         |                        |                |              |              |             |             |  |
| Inscrits                                | Inscrits               | Inscrits       | 87 971       | 100,00       | 87 954      | 100,00      |  |
| Abstentions                             | Abstentions            | Abstentions    | 28 336       | 32,21        | 23 117      | 26,28       |  |
| Votants                                 | Votants                | Votants        | 59 635       | 67,79        | 64 837      | 73,72       |  |
| Blancs et nuls                          | Blancs et nuls         | Blancs et nuls | 1 064        | 1,78         | 3 133       | 4,83        |  |
| Exprimés                                | Exprimés               | Exprimés       | 58 571       | 98,22        | 61 704      | 95,17       |  |
| Source : Le Monde du 7 juin 1988, p. 15 |                        |                |              |              |             |             |  |

#### Onzième circonscription (Aix - Salon-de-Provence)
| Candidat       | Candidat            | Parti             | Premier tour | Premier tour | Second tour | Second tour |  |
| Candidat       | Candidat            | Parti             | Voix         | %            | Voix        | %           |  |
| -------------- | ------------------- | ----------------- | ------------ | ------------ | ----------- | ----------- |  |
|                | André Vallet        | PS                | 16 400       | 34,92        | 24 858      | 48,63       |  |
|                | Christian Kert élu  | UDF (CDS) (URC)   | 14 790       | 31,49        | 26 258      | 51,37       |  |
|                | Pierre-Louis Causse | FN                | 10 260       | 21,84        | Retrait     | Retrait     |  |
|                | Danielle Bellan     | PCF               | 3 480        | 7,41         |             |             |  |
|                | Robert Vallar       | Divers écologiste | 2 038        | 4,34         |             |             |  |
|                |                     |                   |              |              |             |             |  |
| Inscrits       | Inscrits            | Inscrits          | 71 565       | 100,00       | 72 155      | 100,00      |  |
| Abstentions    | Abstentions         | Abstentions       | 23 950       | 33,47        | 19 712      | 27,32       |  |
| Votants        | Votants             | Votants           | 47 615       | 66,53        | 52 443      | 72,68       |  |
| Blancs et nuls | Blancs et nuls      | Blancs et nuls    | 647          | 1,36         | 1 327       | 2,53        |  |
| Exprimés       | Exprimés            | Exprimés          | 46 968       | 98,64        | 51 116      | 97,47       |  |

#### Douzième circonscription (Marignane)
| Candidat           | Candidat             | Parti          | Premier tour | Premier tour | Second tour | Second tour |  |
| Candidat           | Candidat             | Parti          | Voix         | %            | Voix        | %           |  |
| ------------------ | -------------------- | -------------- | ------------ | ------------ | ----------- | ----------- |  |
|                    | Henri d'Attilio élu  | PS             | 16 925       | 32,05        | 30 842      | 55,87       |  |
|                    | Jean-Pierre Stirbois | FN             | 13 635       | 25,82        | 24 363      | 44,13       |  |
|                    | Laurens Deleuil      | UDF (PR) (URC) | 13 091       | 24,79        | Retrait     | Retrait     |  |
|                    | Maurice Guiou        | PCF            | 8 450        | 16,00        |             |             |  |
|                    | William Escrig       | Divers droite  | 686          | 1,30         |             |             |  |
|                    | Denis Hoarau         | Extrême gauche | 14           | 0,03         |             |             |  |
|                    |                      |                |              |              |             |             |  |
| Inscrits           | Inscrits             | Inscrits       | 79 789       | 100,00       | 79 782      | 100,00      |  |
| Abstentions        | Abstentions          | Abstentions    | 26 219       | 32,86        | 22 191      | 27,81       |  |
| Votants            | Votants              | Votants        | 53 570       | 67,14        | 57 591      | 72,19       |  |
| Blancs et nuls     | Blancs et nuls       | Blancs et nuls | 769          | 1,44         | 2 386       | 4,14        |  |
| Exprimés           | Exprimés             | Exprimés       | 52 801       | 98,56        | 55 205      | 95,86       |  |
| Source : Data.gouv |                      |                |              |              |             |             |  |

#### Treizième  circonscription (Martigues - Istres)
| Candidat           | Candidat               | Parti                 | Premier tour | Premier tour | Second tour | Second tour |  |
| Candidat           | Candidat               | Parti                 | Voix         | %            | Voix        | %           |  |
| ------------------ | ---------------------- | --------------------- | ------------ | ------------ | ----------- | ----------- |  |
|                    | Paul Lombard élu       | PCF                   | 15 211       | 33,50        | 27 861      | 62,37       |  |
|                    | Jacques Siffre         | PS                    | 13 177       | 29,02        | Retrait     | Retrait     |  |
|                    | Jacques Duchene        | RPR (URC)             | 8 584        | 18,90        | 16 813      | 37,63       |  |
|                    | André Gros             | FN                    | 7 691        | 16,94        |             |             |  |
|                    | Jean-François Belmonte | Extrême gauche (PNPG) | 743          | 1,64         |             |             |  |
|                    |                        |                       |              |              |             |             |  |
| Inscrits           | Inscrits               | Inscrits              | 68 103       | 100,00       | 68 104      | 100,00      |  |
| Abstentions        | Abstentions            | Abstentions           | 21 935       | 32,21        | 21 142      | 31,04       |  |
| Votants            | Votants                | Votants               | 46 168       | 67,79        | 46 962      | 68,96       |  |
| Blancs et nuls     | Blancs et nuls         | Blancs et nuls        | 762          | 1,65         | 2 288       | 4,87        |  |
| Exprimés           | Exprimés               | Exprimés              | 45 406       | 98,35        | 44 674      | 95,13       |  |
| Source : Data.gouv |                        |                       |              |              |             |             |  |

#### Quatorzième circonscription (Aix-en-Provence)
| Candidat           | Candidat                               | Parti                 | Premier tour | Premier tour | Second tour | Second tour |  |
| Candidat           | Candidat                               | Parti                 | Voix         | %            | Voix        | %           |  |
| ------------------ | -------------------------------------- | --------------------- | ------------ | ------------ | ----------- | ----------- |  |
|                    | Germaine Pivasset                      | PS                    | 14 833       | 29,55        | 25 552      | 46,78       |  |
|                    | Jean-Pierre de Peretti Della Rocca élu | UDF (CDS) (URC)       | 10 607       | 21,13        | 29 072      | 53,22       |  |
|                    | Philippe Milliau                       | FN                    | 10 550       | 21,02        | Retrait     | Retrait     |  |
|                    | Jean Feraud                            | Divers droite         | 6 433        | 12,82        |             |             |  |
|                    | Luc Foulquier                          | PCF                   | 3 994        | 7,96         |             |             |  |
|                    | Gérard Bramoulle                       | Divers droite         | 2 586        | 5,15         |             |             |  |
|                    | Gilles Molmeret                        | Extrême gauche (PNPG) | 1 195        | 2,38         |             |             |  |
|                    |                                        |                       |              |              |             |             |  |
| Inscrits           | Inscrits                               | Inscrits              | 78 973       | 100,00       | 78 961      | 100,00      |  |
| Abstentions        | Abstentions                            | Abstentions           | 27 572       | 34,91        | 22 422      | 28,4        |  |
| Votants            | Votants                                | Votants               | 51 401       | 65,09        | 56 539      | 71,6        |  |
| Blancs et nuls     | Blancs et nuls                         | Blancs et nuls        | 1 203        | 2,34         | 1 915       | 3,39        |  |
| Exprimés           | Exprimés                               | Exprimés              | 50 198       | 97,66        | 54 624      | 96,61       |  |
| Source : Data.gouv |                                        |                       |              |              |             |             |  |

#### Quinzième circonscription (Châteaurenard)
| Candidat           | Candidat         | Parti                 | Premier tour | Premier tour | Second tour | Second tour |  |
| Candidat           | Candidat         | Parti                 | Voix         | %            | Voix        | %           |  |
| ------------------ | ---------------- | --------------------- | ------------ | ------------ | ----------- | ----------- |  |
|                    | Daniel Conte     | PS                    | 15 951       | 32,93        | 25 593      | 49,07       |  |
|                    | Léon Vachet élu  | RPR (URC)             | 15 720       | 32,46        | 26 568      | 50,93       |  |
|                    | Michel Schneider | FN                    | 10 056       | 20,76        | Retrait     | Retrait     |  |
|                    | Louis Minetti    | PCF                   | 5 474        | 11,30        |             |             |  |
|                    | Hervé Chérubini  | Extrême gauche (PNPG) | 1 235        | 2,55         |             |             |  |
|                    |                  |                       |              |              |             |             |  |
| Inscrits           | Inscrits         | Inscrits              | 71 446       | 100,00       | 71 439      | 100,00      |  |
| Abstentions        | Abstentions      | Abstentions           | 21 921       | 30,68        | 17 504      | 24,5        |  |
| Votants            | Votants          | Votants               | 49 525       | 69,32        | 53 935      | 75,5        |  |
| Blancs et nuls     | Blancs et nuls   | Blancs et nuls        | 1 089        | 2,2          | 1 774       | 3,29        |  |
| Exprimés           | Exprimés         | Exprimés              | 48 436       | 97,8         | 52 161      | 96,71       |  |
| Source : Data.gouv |                  |                       |              |              |             |             |  |

#### Seizième circonscription (Arles)
| Candidat                                | Candidat            | Parti          | Premier tour | Premier tour | Second tour | Second tour |  |
| Candidat                                | Candidat            | Parti          | Voix         | %            | Voix        | %           |  |
| --------------------------------------- | ------------------- | -------------- | ------------ | ------------ | ----------- | ----------- |  |
|                                         | Michel Vauzelle élu | PS             | 14 363       | 28,88        | 27 349      | 54,70       |  |
|                                         | Vincent Porelli     | PCF            | 13 305       | 26,76        | Retrait     | Retrait     |  |
|                                         | Thérèse Aillaud     | UDF (URC)      | 12 655       | 25,45        | 22 647      | 45,30       |  |
|                                         | Francis Agostini    | FN             | 8 292        | 16,67        |             |             |  |
|                                         | Jean Demarquet      | Extrême droite | 1 114        | 2,24         |             |             |  |
|                                         |                     |                |              |              |             |             |  |
| Inscrits                                | Inscrits            | Inscrits       | 73 660       | 100,00       | 73 692      | 100,00      |  |
| Abstentions                             | Abstentions         | Abstentions    | 23 079       | 31,33        | 21 592      | 29,3        |  |
| Votants                                 | Votants             | Votants        | 50 581       | 68,67        | 52 100      | 70,7        |  |
| Blancs et nuls                          | Blancs et nuls      | Blancs et nuls | 852          | 1,68         | 2 104       | 4,04        |  |
| Exprimés                                | Exprimés            | Exprimés       | 49 729       | 98,32        | 49 996      | 95,96       |  |
| Source : Le Monde du 7 juin 1988, p. 16 |                     |                |              |              |             |             |  |